# Denís Smyslov
Denís Alexándrovich Smyslov (en ruso: Денис Александрович Смыслов; Leningrado, 5 de enero de 1979) es un deportista ruso que compitió en ciclismo en las modalidades de pista, especialista en la prueba de persecución por equipos, y ruta.
Ganó una medalla de bronce en el Campeonato Mundial de Ciclismo en Pista de 1999, en la prueba de persecución por equipos.
Participó en los Juegos Olímpicos de Sídney 2000, ocupando el octavo lugar en la prueba de persecución por equipos.

## Medallero internacional
| Campeonato Mundial | Campeonato Mundial | Campeonato Mundial | Campeonato Mundial      |
| Año                | Lugar              | Medalla            | Competición             |
| ------------------ | ------------------ | ------------------ | ----------------------- |
| 1999               | Berlín ( Alemania) | Medalla de bronce  | Persecución por equipos |